# Paulo Ferreira
Paulo Renato Rebocho Ferreira OIH (IPA: ['paulu fɨ'ʁɐiɾɐ]) (Cascais, 1979. január 18. –) portugál válogatott labdarúgó.

## Pályafutása
Ferreira, a Formula–1-es pályájáról elhíresült GD Estoril-Praia-ban kezdte pályafutását. Az Alcabideche gyermekcsapata és a Cascaish serdülője után komolyabb szinten, 18 évesen, az Estorílban mutatkozhatott be a felnőttek között. Az 1997-98-as idényben egy mérkőzésen szerepelt a másodosztályban, a következő szezonban 15 találkozón játszott. A klub kiesése után a harmadosztályban futballozott - akkoriban még jobb oldali védekező középpályásként.
2000 nyarán az akkor másodosztályú Vitória Setúbal vette meg, amellyel egy év alatt feljutott a legjobbak közé, és itt is megállta a helyét. Ekkor jött el a váltás ideje Ferreira számára, mégpedig a nyolcvanas évekbeli Benfica egyik legendás alakjának, Rui Aguasnak a segítségével. Az akkor a másodosztályban szereplő Setúbalt edző szakember a keretébe vette a futballistát, aki hamar beverekedte magát a kezdőbe, és oroszlánrészt vállalt Mészáros Ferenc egykori alakulatának feljutásában. Bekerült a portugál U20-as és U21-es válogatottakba is, az FC Porto mestere, José Mourinho itt figyelt fel rá.

### Porto
A Sárkányok 2002 nyarán kétmillió eurót fizettek ki érte, négy évre szerződtették le, s olyan jól megállta a helyét, hogy pár hónappal később a felnőtt válogatottban is bemutatkozhatott egy Anglia elleni mérkőzésen. A Portóban egyre több szerepet kapott, a válogatottból is sikerült kiszorítania a benficás Miguelt és játszott a győztes UEFA-kupa-döntőben is 2003-ban. Erőnléte legendás, hiszen őt emlegetik a legerősebb portugál focistaként - külföldön is felfigyeltek tehetségére, hiszen 2003 végén az uefa.com szavazásán bekerült az év válogatottjába is.
"Hatalmas meglepetés volt ez számomra. Nem vártam ezt az elismerést, amikor olyanokkal mértek össze, mint Míchel Salgado, Lilian Thuram vagy Javier Zanetti. Nem titkolom, nagyon boldog vagyok, elvégre alig másfél éve a másodosztályból érkeztem a Portóhoz, amellyel mára szinte mindent megnyertem, amit csak lehetett, ráadásul most a kontinens egyik legjobbjának választottak meg." - nyilatkozta az említett szavazásról szerényen Ferreira.
Pályafutása egyik legnagyobb sikereként 2004-ben Bajnokok Ligáját nyert a csapattal, ráadásul a döntő minden percében a pályán volt.
Alapembernek számított Scolari Eb-csapatában is, bár a nyitómérkőzésen óriási hibát követett el: az első görög találatnál tulajdonképpen ő adta a gólpasszt. Szerencséjére a helyére visszakerült Miguel sem váltotta meg a világot, sőt, meg is sérült a színes bőrű játékos, így a torna végére Paolo visszakerült a kezdőbe.

### Chelsea
Ferreira okosan használta ki a kispadon idejét: az Európa-bajnokság alatt az angol Chelsea-be igazolt 12 millió euróért, egykori felfedezője, José Mourinho után, s annak kifejezett kérésére. A kezdeti időkben Ferreira nem igazán vette még fel az angol bajnokság tempóját, így egyre többen kritizálták miatta Mourinhót, ám a portugál szakember kitartott választottja mellett. Ősz végére Ferreira már nem lógott ki a csapatból, de egyértelművé vált, hogy nem tudja ott folytatni Londonban, ahol Portóban abbahagyta. Szerencséje sem volt, éppen mire elérte a stabil 6.5 körüli átlagot a bajnokságban, az áprilisi Szlovákia elleni vb-selejtezőn eltörte lábközépcsontját, meg is kellett műteni, így ki kellett hagynia a bajnokság végét és a nyári felkészülés egy részét is. A bajnoki arany megvédéséhez is mindössze 22 mérkőzésen járult hozzá, az ezeken elért 6.21-es átlaga sem egetverő - nem is csoda, hogy csak csereként lehetett ott a németországi világbajnokságon.
2008. február 18-án újabb 5 éves szerződést írt alá a klubnál, ami 2013-ig érvényes.

## Sikerei, díjai
Porto
- Superliga: 2002-03, 2003-04
- Portugál kupa: 2003
- UEFA-kupa:  2003
- Bajnokok Ligája: 2004

Chelsea
- FA Premier League: 2004-05, 2005-06, 2009-10
- Angol Ligakupa: 2005
- FA Community Shield: 2005
- FA-kupa: 2007, 2009, 2010
- Bajnokok Ligája: 2012

## Külső hivatkozások
- Paulo Ferreira pályafutásának statisztikái a Soccerbase oldalon (angolul)

- BBC.com profil Archiválva 2006. május 25-i dátummal a Wayback Machine-ben